# NGC 2945
NGC 2945 este o galaxie activă situată în constelația Hidra. A fost descoperită în 23 ianuarie 1835 de către John Herschel.